# Korfbalclub Verde
Korfbalclub Verde, afgekort KC Verde, is een Belgische korfbalclub uit Antwerpen. 

## Geschiedenis
De club werd opgericht op 8 mei 2009 en ontstond uit de fusie van Koninklijke Espero KV met VOLBA KC. 
De nieuwe club, aangesloten bij de KBKB met stamnummer 16, startte in het seizoen 2009-'10 in de hoogste afdeling van de veldcompetitie en in de tweede klasse van de zaalcompetitie. Na acht jaar korfballen in het Kielpark, verhuisde de club naar sportcentrum Wilrijkse Pleinen.

## Palmares
- Veldkampioen Hoofdklasse 1: 2021- 2022
- Veldkampioen Hoofdklasse 1: 2024-2025
- Zaalkampioen Hoofdklasse 1: 2024 - 2025